# Przynęta (film 1995)
Przynęta (fr. L’appât) – francuski film kryminalny z 1995 roku w reżyserii Bertranda Taverniera. Zdjęcia kręcono w Paryżu.
Obraz miał swoją premierę światową w lutym 1995 roku w sekcji konkursowej na 45. MFF w Berlinie, gdzie zdobył nagrodę główną Złotego Niedźwiedzia.